# Наоми Уотс
Наоми Елън Уотс (на английски: Naomi Ellen Watts) е английска актриса. Започва с малки участия в началото на 90-те години, а популярността си добива благодарение на филма на Дейвид Линч „Мълхоланд Драйв“. Най-добре признатата ѝ роля е в „21 грама“, за която получава номинация за Оскар. През 2009 г. се снима във филма „Интернешънъл“ заедно с Клайв Оуен.

## Частична филмография
- 1991 – „Флирт“ (Flirting)
- 1996 – „Децата на царевицата 4“ (Children of the Corn IV: The Gathering)
- 1998 – „Съдба на куртизанка“ (Dangerous Beauty)
- 1999 – „Ловът на убиеца“ (The Hunt for the Unicorn Killer)
- 2001 – „Мълхоланд Драйв“ (Mulholland Drive)
- 2002 – „Предизвестена смърт“ (The Ring)
- 2002 – „Четири погребения и една сватба“ (Plots with a View)
- 2003 – „Бандата на Кели“ (Ned Kelly)
- 2003 – „Развод по френски“ (Le Divorce)
- 2003 – „21 грама“ (21 Grams)
- 2004 – „Вече не живеем тук“ (We Don't Live Here Anymore)
- 2004 – „Обичам зелените площи“ (I ♥ Huckabees)
- 2005 – „Ели Паркър“ (Ellie Parker)
- 2005 – „Предизвестена смърт 2“ (The Ring Two)
- 2005 – „Остани“ (Stay)
- 2005 – „Кинг Конг“ (King Kong)
- 2006 – „Цветният воал“ (The Painted Veil)
- 2007 – „Източни обещания“ (Eastern Promises)
- 2009 – „Интернешънъл“ (The International)
- 2010 – „Ще срещнеш висок тъмнокос непознат“ (You Will Meet a Tall Dark Stranger)
- 2010 – „Нечестна игра“ (Fair Game)
- 2011 – „Къщата на сенките“ (Dream House)
- 2011 – „Джей Едгар“ (J. Edgar)
- 2012 – „Невъзможното“ (Lo Imposible)
- 2013 – „Пълен т*шак“ (Movie 43)
- 2013 – „Принцеса Даяна“ (Diana)
- 2014 – „Свети Винсент“ (St. Vincent)
- 2014 – „Бърдмен“ (Birdman)
- 2015 – „Дивергенти 2: Бунтовници“ (The Divergent Series: Insurgent)
- 2015 – „Разрушение“ (Demolition)
- 2016 – „Дивергенти 3: Предани“ (The Divergent Series: Allegiant)
- 2017 - „ The book of Henry“ (Книгата на Хенри)